# Secretaria de Controle Interno
A Secretaria de Controle Interno da Presidência da República (CISET/Presidência) é uma das unidades integrantes da Secretaria-Executiva da Casa Civil da Presidência da República. Como setorial dos Sistemas de Controle Interno, Correição e Ouvidoria, ambos do Poder Executivo federal, exerce suas atividades no âmbito da Presidência da República sob a orientação e supervisão técnica da Controladoria-Geral da União (CGU). Sua atuação abrange, então, a Casa Civil, a Secretaria de Governo (SEGOV), a Secretaria-Geral da Presidência da República (SGPR) e do Gabinete de Segurança institucional (GSI), além dos Gabinetes do Presidente e do Vice-Presidente da República.

## Histórico
As Secretarias de Controle Interno foram criadas pelo Decreto nº 84.362, de 31 de dezembro de 1979, que alterou a nomenclatura das Unidade de Inspetoria Geral de Finanças (IGF), criadas pelo Decreto-Lei nº 200 de 25 de fevereiro de 1967; passando a compor a estrutura dos ministérios e dos órgãos de competência equivalente junto à Presidência da República.
Em 1986, a Secretaria de Controle Interno compunha a estrutura básica da Presidência da República para apoio aos Gabinetes Civil e Militar da Presidência da República, conforme art. 1º do Decreto nº 92.614, de 2 de maio de 1986, com competência para superintender a execução das atividades relacionadas com os sistemas de administração financeira, contabilidade e auditoria; realizar a contabilidade analítica e a contabilidade sintética;  exercer os trabalhos de auditoria contábil e de auditoria de programas; elaborar a proposta orçamentária e acompanhar a execução do orçamento, conforme art. 61 daquele Decreto.
Ainda naquele ano, a Secretaria de Controle Interno da Presidência da República passou a integrar o Sistema de Controle Interno do Poder Executivo, como órgão setorial, nos termos do art. 13 do Decreto nº 93.874, de 23 de dezembro de 1986, passando a exercer as competências dispostas no art. 23 do mencionado normativo, que contemplavam, além das atividades de fiscalização e auditoria, outras de natureza financeira e contábil.
Em 1990, nos termos da Medida Provisória nº 150, de 15 de março de 1990, posteriormente convertida na Lei nº 8.028, de 12 de abril de 1990, a Secretaria de Controle Interno passou a compor a estrutura básica da Secretaria-Geral, mantendo, contudo, suas competências de unidade setorial do Sistema de Controle Interno do Poder Executivo previstas no Decreto nº 93.874/1986.
A CISET/Presidência se manteve na estrutura organizacional da Secretaria-Geral da Presidência da República, mesmo diante das alterações organizacionais promovidas pelas Leis nº 8.490, de 19 de novembro de 1992 e 9.649, de 27 de maio de 1998; tendo sido transferida para a estrutura da Casa Civil quando da publicação da Medida Provisória nº 1.795, de 1º de janeiro de 1999.
Na década de 90, o Sistema de Controle Interno do Poder Executivo federal passou por significativa reformulação, iniciada pela publicação da Medida Provisória nº 480, de 27 de abril de 1994, reeditada, por mais de 80 vezes, entre os anos de 1994 e 2001. Durante o período de reedições da Medida Provisória em questão, mais especificamente em 1999, com a edição da Medida Provisória nº 1.893-68, de 28 de julho de 1999, houve a extinção das CISET’s dos Ministérios Civis, que passaram a ser unidades administrativas do órgão central do sistema à época — a Secretaria Federal de Controle Interno —, restando ativas, somente, as Secretarias de Controle Interno da Casa Civil, da Advocacia-Geral da União, do Ministério das Relações Exteriores e do Ministério da Defesa. Nesse contexto foi editado o Decreto nº 3.591, de 6 de setembro de 2000 que atualmente regulamenta o mencionado Sistema, juntamente com a Lei nº 10.180, de 6 de fevereiro de 2001, resultante da conversão da Medida Provisória nº 2.112-88, de 26 de janeiro de 2001, última reedição da Medida Provisória nº 480/1994.
A CISET/Presidência se manteve na estrutura da Casa Civil até o ano de 2011, quando retornou para a Secretaria-Geral da Presidência da República, nos termos do Decreto nº 7.442, de 17 de fevereiro de 2011, ratificado pela Medida Provisória nº 527, de 18 de março de 2011, posteriormente convertida na Lei nº 12.462, de 4 de agosto de 2011.
Em 2015, diante a edição da Medida Provisória nº 696, de 2 de outubro de 2015, posteriormente convertida na Lei nº 13.266, de 5 de abril de 2016, diversos órgãos da Presidência da república foram extintos, dentre eles a Secretaria-Geral, que deu lugar à Secretaria de Governo da Presidência da República, unidade à qual a CISET/Presidência passou a se atrelar administrativamente até a edição da Medida Provisória nº 768 de 2 de fevereiro de 2017, posteriormente convertida na Lei nº 13.502, de 1º de novembro de 2017, quando retornou à estrutura organizacional da Secretaria-Geral da Presidência da República, recém-recriada.
Vale mencionar que a Medida Provisória nº 768/2017 trouxe significativas mudanças para as competências da CISET/Presidência que, naqueles termos, deixou de exercer as atividades de setorial contábil dos órgãos integrantes da Presidência da República, alçou sua Coordenação-Geral de Correição à Corregedoria da Presidência da República e passou a exercer as atribuições de Ouvidoria da Presidência da República, cenário que se manteve mesmo com a edição da Medida Provisória nº 870, de 1º de janeiro de 2019 e da Medida Provisória nº 886, de 18 de junho de 2019.

## Estrutura
A atual estrutura da CISET/Presidência encontra-se definida pelo Decreto nº 9.670, de 2 de janeiro de 2019:
- Coordenação-Geral de Avaliação;
- Coordenação-Geral de Consultoria;
- Corregedoria;
- Ouvidoria;
- Coordenação de Gestão Interna.

## Atribuições
As atribuições da CISET/Presidência, definidas nos normativos relacionados aos Sistemas de Controle Interno, Correição e Ouvidoria do Poder Executivo federal, foram reforçadas pelo Decreto nº 9.670, de 02 de janeiro de 2019, que detalha as responsabilidades de cada unidade componente da Secretaria-Geral da Presidência.
Como órgão setorial do Sistema de Controle Interno, a CISET/Presidência, nos termos do art. 74 da Constituição Federal, deve:
I - avaliar o cumprimento das metas previstas no plano plurianual, a execução dos programas de governo e dos orçamentos da União;
II - comprovar a legalidade e avaliar os resultados, quanto à eficácia e eficiência, da gestão orçamentária, financeira e patrimonial nos órgãos e entidades da administração federal, bem como da aplicação de recursos públicos por entidades de direito privado;
III - exercer o controle das operações de crédito, avais e garantias, bem como dos direitos e haveres da União;
IV - apoiar o controle externo no exercício de sua missão institucional.
Nos termos do Decreto nº 9.670, de 2 de janeiro de 2019, a Secretaria exerce, ainda, as competências de Ouvidoria da Presidência da República, sendo, nesse contexto, unidade setorial do Sistema de Ouvidorias, devendo observar as competências previstas no art. 10 do Decreto nº 9.492, de 5 de setembro de 2018.

### a) Atividades de Auditoria Interna
Como unidade de auditoria interna da Presidência da República, a CISET/Presidência:
- Avalia a adequação dos mecanismos e das estruturas de governança utilizados para direcionar e monitorar a gestão dos administradores públicos na execução dos programas de governo e respectivos orçamentos; 
- Avalia os atos de gestão, monitorando os gastos públicos por meio de técnicas e ferramentas de análise aplicadas às bases de dados governamentais; 
- Analisa a regularidade de editais de licitação, termos de referência, extratos de atos de dispensa e inexigibilidade, contratos, convênios, acordos, ajustes e respectivos termos aditivos, entre outros;
- Compila informações de interesse do controle interno;
- Desenvolve/aprimora estratégias de controle preventivo da despesa;
- Analisa a economicidade, a eficiência, a eficácia e a efetividade de unidades, programas e macroprocessos, e fornece análises que contribuam para o alcance dos objetivos estratégicos da gestão.
No que se refere à auditoria, a atuação da CISET/Presidência abrange os órgãos da Presidência da República e suas entidades vinculadas.
Além disso, nos termos do § 9º, do art. 51 da medida provisória nº 870, de 1º de janeiro de 2019, atua como órgão de controle interno da Controladoria-Geral da União no que diz respeito à sua auditoria; e é responsável pelas atividades de controle interno da Advocacia-Geral da União, até a criação do seu órgão próprio., nos termos do § 4º, do art. 8º do Decreto nº 3.591, de 6 de setembro de 2000.

### b) Atividades de Corregedoria
Como unidade de correição da Presidência da República, a CISET/Presidência atua: 
- Na análise de representações e denúncias (naquilo que se refere à conduta de servidores); 
- Na instauração, requisição, condução e julgamento de processos administrativos disciplinares durante a apuração de irregularidades; 
- No monitoramento e supervisão das atividades correcionais em andamento; 
- E por meio da realização de visitas técnicas nas unidades que atuem em matéria correcional nas entidades vinculadas à Presidência da República.
Ainda na temática correcional, a CISET/Presidência atua de maneira preventiva, produzindo manuais e orientações, bem como realizando capacitações de servidores em matéria disciplinar.
A atuação correcional da CISET/Presidência abrange toda a Presidência da República e entidades vinculadas, com exceção da Agência Brasileira de Inteligência (ABIN).

### c) Atividades de Ouvidoria
Como unidade de ouvidoria da Presidência da República, a CISET/Presidência recebe, examina e trata solicitações de providências, reclamações, denúncias, sugestões e elogios enviadas pela sociedade à Presidência da República.
Também está sob sua responsabilidade monitorar o nível da satisfação da sociedade (por meio de pesquisas) quanto aos serviços prestados pela Presidência da República e suas entidades vinculadas, estabelecer canais de comunicação para facilitar a participação e controle social das atividades desempenhadas pela administração pública, bem como fazer a mediação entre o cidadão e os dirigentes da Presidência da República
A CISET/Presidência, na função de Ouvidoria da Presidência da República, recebe as manifestações de pessoas físicas ou jurídicas via Sistema de Ouvidorias do Poder Executivo Federal (e-Ouv) ou, pessoalmente, no Espaço Integridade inaugurado em abril de 2019.
O Espaço Integridade da Presidência da República – unidade de atendimento presencial de ouvidoria funciona no corredor principal do Anexo do Palácio do Planalto.